# برينت غريف
برينت غريف هو لاعب هوكي الجليد كندي، ولد في 9 مايو 1969 في أوشاوا في كندا.

## وصلات خارجية
- برينت غريف على موقع دوري الهوكي الوطني (الإنجليزية)
- برينت غريف على موقع قاعة مشاهير الهوكي (لاعب أن.إتش.أل) (الإنجليزية)
- برينت غريف على موقع EliteProspects.com (الإنجليزية)
- برينت غريف على موقع HockeyDB.com (الإنجليزية)
- برينت غريف على موقع Hockey-Reference.com (الإنجليزية)